# Panpanya
panpanya（パンパンヤ、本名・生年月日・性別非公表）は、日本の漫画家。2000年代後期より活動を開始し、2013年に単行本『足摺り水族館』にて商業誌デビュー。以降、年に約1冊のペースにて短編作品集の単行本が白泉社より発表されている。緻密に描き込まれた画と、現実と空想が混在する世界観が作品の特徴とされる。

## 作風
作品は、基本的に一話完結の短編の形式を取っている。近年作には連作のものも存在する。
絵面の特徴として、「緻密に描き込まれた背景」と「鉛筆でラフに描かれた登場人物」が挙げられる。これに対して作者は、緻密に描くことに特に固執しておらず、場面における必要性に応じて描き分けている、とのこと。
登場人物は一連の作品において使い回されており、主人公は全て、同じビジュアルの少女（名無し）である。各登場人物の設定は作品によってその都度異なり、名前も持たない。唯一、脇役として頻繁に登場する「犬」に「レオナルド」という名前が付与されてはいるが、野良犬、誰かの飼い犬、二足歩行で会話する主人公の相棒、など、作品における設定の差異が顕著である（犬種もその都度異なる）。
作風は、「寝入りばなに見る夢のような作品」「シュルレアリスムと日本漫画の合体」など、主に幻想文学的な要素をもって語られることが多い。その作風から、つげ義春などガロ系の漫画からの影響を指摘されることが多いが、特に影響を受けた漫画は無いと語っている。

## 来歴
2000年代後期より、自身のウェブサイトやpixivなどで自作イラストの掲載を開始する。2008年10月、自身の個展にて、イラストを中心に構成される初の自費出版本『少女ナンシー』を発表（限定15刷）。
2009年5月、友人の誘いを受けて、同人サークル『SF研究会』の一員としてCOMITIAに初参加。その際に製作販売された同サークル名義のアンソロジーコミック『Ore n'kuwr』に、自身初となる漫画作品「新しい世界」（後に単行本『足摺り水族館』に収録）を掲載。同サークルが自然消滅するまで、同サークル名義のアンソロジーに漫画作品を複数発表した。その後、個人でもCOMITIAに参加するようになり、同人活動の拠点とした。
2013年3月、白泉社発行のアンソロジーコミック『楽園 Le Paradis』のウェブ増刊に漫画を掲載。以降、本誌レギュラーとなる。同年8月31日、これまで同人誌にて発表していた作品群を纏めた作品集『足摺り水族館』を1月と7月より刊行、商業誌デビューした。
2014年、『このマンガがすごい!』ランキング「オトコ編」第14位に『足摺り水族館』がランクイン（一部書店のみ取り扱いの単行本がランクインしたのは当該ランキング史上初）。また、同年のマンガ大賞にもノミネートされた。同年4月、短編作品集『蟹に誘われて』を白泉社より発表。11月には逆柱いみりとの連名での展覧会『水族館』を中野タコシェにて開催された。
2023年12月、青土社の雑誌『ユリイカ』2024年1月号にて「panpanya──夢遊するマンガの10年」と題し、特集が組まれた。
2024年11月、『足摺り水族館』より11年ぶりに1月と7月からの単行本となる『そぞろ各地探訪 panpanya旅行記集成』が発売された。
2025年2月26日、国際芸術祭「あいち2025」への現代美術アーティストとしての参加が発表された。
2025年現在は『楽園 Le Paradis』誌上とウェブ増刊にて漫画がコンスタントに掲載され、白泉社より年に約1回のペースで単行本化されている。また、COMITIAへの参加も引き続き継続中。

## 作品

### 単行本
1. 足摺り水族館（2013年8月31日、1月と7月）ISBN 978-4-9072-5902-0
  - 足摺り水族館／完全商店街／すごろく／新しい世界／イノセントワールド／二〇一二年四月一七日の夢／足摺り水族館／冥途／スプートニク／無題／マシン時代の動物たち／足摺り水族館／君の魚／エンディングテーマ
2. 蟹に誘われて（2014年4月30日、白泉社）ISBN 978-4-5927-1068-4
  - カニに誘われて／わからなかった思い出／魚の話／innovation／地獄／パイナップルをご存知ない／池があらわれた話／方彷の呆／大山椒魚事件／decoy／気味／TAKUAN DREAM／二〇一四年一月三一日の夢／甲斐／不穏な日／鍋／THE PERFECT SUNDAY／計算機のこころ
3. 枕魚（2015年5月2日、白泉社）ISBN 978-4-5927-1084-4
  - NEWTOWN／範疇／east side line／備品／記憶だけが町（1）／雨の日／MY LOST SOCK／地下行脚／二〇一四年八月一八日の夢／立ち方／素人と海／ニューフィッシュ／プレゼント／ゴミの呼び方／星を見る／始末／親切ラーメン／運命／恩の行方／街路樹のあとさき／記憶だけが町（2）／枕魚
4. 動物たち（2016年12月5日、白泉社）ISBN 978-4-5927-1109-4
  - 残念だったこと／ついてない日の過ごし方／朝ぼらけ／引っ越し先さがし／引っ越しの日／引っ越した夜／引っ越し先のルール／引っ越しの可能性／一〇〇年後の日常「家」／「楽園」ご紹介漫画／年越しと本／猯／狢／示談の手引き／手段／正直者の傘／グラスホッパー・アドベンチャー
5. 二匹目の金魚（2018年1月31日、白泉社）ISBN 978-4-5927-1129-2
  - メロディ／制御についての考察／かくれんぼの心得／冥利／季節の過ごし方／通学路のたしなみ／引き金／小物入れの世界／担いだ縁起／今年を振り返って／知恵／開発／遥かな手紙／許可／春の導き／真偽／シンプルアニマル／二匹目の金魚／海の閉じ方
6. グヤバノ・ホリデー（2019年1月31日、白泉社）ISBN 978-4-5927-1146-9
  - 家を建てる／宿題のメカニズム／学習こたつ／缶詰めの作り方／いんちき日記術／グヤバノ・ホリデーその（1）／グヤバノ・ホリデーその（2）／グヤバノ・ホリデーその（3）／グヤバノ・ホリデーこぼれ話（1）／グヤバノ・ホリデーこぼれ話（2）／グヤバノ・ホリデーその（4）／グヤバノ・ホリデーこぼれ話（3）／グヤバノ・ホリデーその（5）／比較鳩学入門／偶然の気配／知らない夏／許可2／水族館にて／符号／いつもの所で待ち合わせ／芋蔓ワンダーランド
7. おむすびの転がる町（2020年3月31日、白泉社）ISBN 978-4-5927-1165-0
  - ツチノコ発見せり／筑波山観光不案内（1）旅のはじまり／筑波山観光不案内（2）山のぼり／筑波山観光不案内（3）山頂にて／筑波山観光不案内（4）山のひみつ／筑波山観光不案内（5）それから／そこに坂があるから／坩堝／街路樹の世界／茫洋／カステラ風蒸しケーキ物語／動物入門／新しい土地／架空の通学路について／おむすびの転がる町
8. 魚社会（2021年7月30日、白泉社）ISBN 978-4-5927-1188-9
  - 外れる季節／正月事納め／続・カステラ風蒸しケーキ物語／続続・カステラ風蒸しケーキ物語／サイン／魚社会／自由／帳尻／鯛焼き遍歴／普通／標／秘密／鯉の話／はるかな旅／「楽園」ご紹介漫画／偶／続続続・カステラ風蒸しケーキ物語／続続続・カステラ風蒸しケーキ物語補遺／続続続続・カステラ風蒸しケーキ物語／おみやげの心得
9. 模型の町（2022年9月30日、白泉社）ISBN 978-4-5927-1210-7
  - ここはどこでしょうの旅（1）／登校の達人／手遅れ／ここはどこでしょうの旅（2）／ブロック塀の境地／ここはどこでしょうの旅（3）／情け無漁／解消／ここはどこでしょうの旅（4）／夜ぼらけ／常軌／許可3／ここはどこでしょうの旅（5）／模型の町へ／模型の町で／模型の町を／模型の町／付録・家の模型を作ろう
10. 商店街のあゆみ（2023年11月30日、白泉社）ISBN 978-4-5927-1231-2
  - 家の家／ここはどこでしょうの旅（6）／蓋然／スーパーハウス／ここはどこでしょうの旅（7）／たのしい不動産／うるう町／正しいおにぎりの開け方／ここはどこでしょうの旅（8）／幕間／奇跡／ここはどこでしょうの旅（9）／ビルディング／ここはどこでしょうの旅（10）／累々漠々／商店街のあゆみ
11. そぞろ各地探訪 panpanya旅行記集成[注 1]（2024年11月30日、1月と7月）ISBN 978-4-90725-921-1
  - ｢1月か7月｣第一回 - 第六回（2014年 - 2017年）／旅行（2009年）／TELEPORTATION（2011年）／どうくつの巻（『記憶／景色』〈2012年〉より採録）／Parrot（2014年）／DustScript（2014年）／再編・北海道旅行日記（2016年）

### 自費出版
出典：自費出版本の発行日参照。
1. 少女ナンシー（2008年10月30日） - 自身の個展にて販売された。限定15刷。
2. 旅行（2009年6月25日） - 「すごろく」「無題」収録。
3. ASOVACE（2011年5月5日） - 一般流通版『足摺り水族館』の親本。
  - 地下行脚／すごろく／新しい世界／冥途／無題／マシン時代の動物たち／a day for 50／イノセントワールド／君の魚／よりぬき少女ナンシー

#### 一話完結・旅行記ほか
1. 足摺り水族館（2010年、単行本『足摺り水族館』収録）
2. 完全商店街（2011年5月5日、単行本『足摺り水族館』収録）
3. TELEPORTATION（2011年8月21日、単行本『そぞろ各地探訪』収録）
4. innovation（2012年2月5日、単行本『蟹に誘われて』収録）
5. 方彷の呆（2012年5月5日、単行本『蟹に誘われて』収録）
6. 記憶／景色（2012年9月2日、単行本『枕魚』収録「記憶だけが町」）
7. east side line（2012年11月18日、単行本『枕魚』収録）
8. THE PERFECT SUNDAY（2013年2月3日、単行本『蟹に誘われて』収録）
9. 大山椒魚事件（2013年5月5日、単行本『蟹に誘われて』収録）
10. ニューフィッシュ（2013年10月20日、単行本『枕魚』収録）
11. Parrot（2014年2月2日、単行本『そぞろ各地探訪』収録）
12. Dust Script（2014年8月31日、単行本『そぞろ各地探訪』収録）
13. 缶詰めの作り方（2015年5月5日、単行本『グヤバノ・ホリデー』収録）
14. 猯（2015年11月15日、単行本『動物たち』収録）
15. 再編 北海道旅行日記（2016年10月23日、単行本『そぞろ各地探訪』収録）

#### サークル参加
1. SF研究会 『Ore n'kuwr』（2009年5月5日）
  - 「新しい世界」収録（単行本『足摺り水族館』収録）
2. SF研究会 『生きる』（2009年8月23日）
  - 「a day for 50」収録（単行本未収録）
3. SF研究会 『高圧電流』（2009年11月15日）
  - 「地下行脚」収録（単行本『枕魚』収録）
4. SF研究会 『鬱BEAT』（2010年2月14日）
  - 「イノセントワールド」収録（単行本『足摺り水族館』収録）
5. SF研究会 『ジェットブラック』（2010年5月4日）
  - 「冥途」収録（単行本『足摺り水族館』収録）
6. SF研究会 『SF研究会傑作選 樹海』（2010年5月4日） 
  - 「新しい世界」収録（単行本『足摺り水族館』収録）
7. SF研究会 『ナナフシ』（2010年8月29日）
  - 「君の魚」収録（単行本『足摺り水族館』収録）
8. SF研究会 『ぼのぼのレイプ』（2010年11月14日）
  - 「マシン時代の動物たち」収録（単行本『足摺り水族館』収録）
9. 0丁目 『数学』（2014年5月5日）
  - 「CARDGAME」収録（単行本未収録）
10. 良識派 『後輩ちゃんたちに聞いてみよう』（2017年2月12日）

### イラスト提供
- ダイヤモンドの戦士（2012年11月18日） - 佐藤の同人小説、表紙イラストを提供[11]
- ぼくらはみんなスペーシー（2016年3月9日、TNZWR-001） - 谷澤智文のアルバム、アートワークを担当[12]
- ぼくらはみんなエイリアン（2017年11月11日、TNZWR-002） - 谷澤智文のアルバム、アートワークを担当[13]
- 自己隔離期間の線型代数 I（1月と7月、2023年3月7日）ISBN 978-4-9072-5920-4 - 渕野昌による線形代数の入門書、装画及び装丁を担当[14][15]

### 文章
- panpanya「架空の通学路について」『現代思想』2019年7月号、青土社、2019年6月28日、ISBN 978-4-7917-1383-7。[要ページ番号]